# Tokugawa Atsuyoshi
Tokugawa Atsuyoshi (徳川 篤敬, , 9 de novembro de 1855 - 12 de maio de 1898) foi 12º Líder do Ramo Mito dos Tokugawa. O filho mais velho de Tokugawa Yoshiatsu e tio do Último Shogun Tokugawa Yoshinobu. Tornou-se Hōshaku (Marquês) segundo o sistema de títulos nobiliários Kazoku.

| Precedido por Tokugawa Akitake | - 12º Líder do Ramo Mito 1883-1898 | Sucedido por Tokugawa Kuniyuki |